# 索拉科柳山
16°27′1″S 67°54′16″W / 16.45028°S 67.90444°W
索拉科柳山（Sura Qullu），是玻利維亞的山峰，位於該國西部拉巴斯省的南永加斯省，西北面是哈蒂科柳山，屬於安第斯山脈中玻利維亞瑞阿爾山脈的一部分，海拔高度4,752米。